# 陳氏太極拳圖說
《陳氏太極拳圖說》是近代陳氏太極拳專著，作者為太極拳家、陈氏太极拳第八代传人陳鑫。1933年由上海开明书局出版。書中記述陳氏太極拳的動作與理論，並附有圖說。

## 寫作及出版歷程
陈鑫自1908年开始撰写此書，於1919年定稿，原名《陈氏太极拳图画讲义》。陳鑫将部分的书稿交給一名族孫送往南京出版，但因中途遺失而未果。在陈鑫去世之前，將剩余的部分书稿交給兄長的兒子陈椿元。陈椿元及其4名親人對這些書稿進行整理和补遗，1933年由开明书局正式出版。
1993年，陕西省版权局认定陈椿元等五人為《陈氏太极拳图说》的合作者，享有该书的版权。

## 著作权案
2001年10月，陈氏后人陈东山等人以侵犯著作权为由向未經許可出版《陈氏太极拳图说》的上海世纪出版集团上海书店提告。2002年9月，西安市雁塔区人民法院一审判决，陳氏後人勝訴。上海书店不服判決，提出上訴；2002年12月9日，西安市中级人民法院判決，上海书店須停止出版《陈氏太极拳图说》、向陈东山等人赔礼道歉，並賠償人民币七万九千余元。